# Cannon Falls, Minnesota
Cannon Falls là một thành phố thuộc quận Goodhue, tiểu bang Minnesota, Hoa Kỳ. Năm 2010, dân số của thành phố này là 4083 người.

## Dân số
- Dân số năm 2000: 3795 người.
- Dân số năm 2010: 4083 người.